# Bärbel Struppert
Bärbel Struppert (Jena, 26 september 1950) is een atleet uit Duitsland.
Op de Olympische Zomerspelen van München nam Strippert voor Oost-Duitsland deel aan het onderdeel 4x100 meter estafette. Ze werd met het Oost-Duitse team tweede, en behaalde de zilveren medaille. In de aanloop naar de finale liep het Oost-Duitse team een nieuw wereldrecord, dat in de finale door West-Duitsland werd verbroken.
Haar pr op de 100 meter was 11.1, dat ze in 1972 liep.
Bärbel Struppert huwde voetballer Gerd Struppert.